# Carola (Frau des Dogen Obelierius)
Carola ist der später erfundene Name einer fränkischen Hofdame, die den venezianischen Dogen Obelierius um 805 heiratete. Ihr Name ist nicht überliefert, doch wird sie ab dem 14. Jahrhundert in Chroniken, dann vielfach bis heute in Listen der Dogaresse, als „Carola“ geführt.

## Einordnung
Letztere Behauptung ist bis heute mit der Aussage verbunden, sie sei die erste Dogaressa gewesen. Bei der Bezeichnung als „Dogaressa“ handelt es sich jedoch um eine Rückprojektion spätmittelalterlicher und neuzeitlicher Verhältnisse in die Vergangenheit, denn im Frühmittelalter kam den Ehefrauen der Dogen noch keine besondere staatssymbolische Rolle zu, und auch die entsprechende Bezeichnung sowie die Rolle in öffentlichen Ritualen existierten noch nicht. Die erste Erwähnung einer solchen Ehefrau erfolgte um 1000, als der Chronist Johannes Diaconus eine Ehefrau eines Dogen als ductrix bezeichnete, also mit der femininen Form des Amtstitels dux.
Die Ehe zwischen der Hofdame und dem Dogen sollte wohl den politischen Wechsel Venedigs, bzw. Metamaucums, das zu dieser Zeit noch die Hauptstadt der Lagune von Venedig war, auf die fränkische Seite besiegeln. Dies brachte Metamaucum, häufig und fälschlich gleichgesetzt mit Malamocco, gegen die oströmisch-byzantinischen Kräfte innerhalb der Lagune auf und rief die byzantinische Flotte auf den Plan.

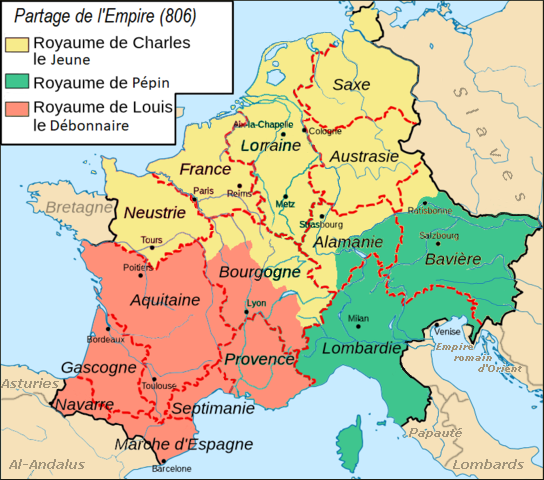
Das Kaiserreich der Franken und der Teilungsplan von 806, bekannt als Divisio Regnorum

Da die Lagune 804 für wenige Jahre zu einem Teil der fränkischen Sphäre wurde, tauchten Obelerius und sein Bruder Beatus Ende 805, ebenso wie der spätere Patriarch von Grado Fortunatus, aber auch der Bischof von Zara (als Repräsentant der Dalmatier), am Hof Karls des Großen in Diedenhofen auf, um die Städte der Lagune und ganz Dalmatien zu vertreten. Die Beziehungen zwischen Venedig und den Karolingern wurden nunmehr durch eine ordinatio de ducibus et populis tam Venetiae quam Dalmatiae geregelt, wie es in den Annales regni Francorum heißt. Die Einzelheiten sind allerdings nicht überliefert. Etwas verkürzend heißt es bei Stefan Weinfurter „Karl der Große besetzte die Gebiete [i. e. Dalmatien und Venetien] 805/806 … 808 war Byzanz wieder Herr der Lage.“ Fortunatus wurde 806 Bischof von Pola auf Istrien.
Als die byzantinische Flotte am Laguneneingang erschien, floh Fortunatus, während sich Obelerius und sein Bruder und Mitdoge Beatus unterwarfen. Obelerius erhielt den Titel eines Spatharius (Schwertträger), womit er äußerlich dem byzantinischen Herrschaftsbereich unterstand. Dem Flottenführer Niketas gelang es, ein Abkommen mit Pippin, dem König von Italien und Sohn Karls des Großen zu schließen. Die byzantinische Flotte kehrte im Sommer 807 nach Konstantinopel zurück. Dabei wurden einige der pro-fränkischen Männer mitgeführt. Beatus, der gleichfalls nach Konstantinopel mitsegelte, erhielt in der Hauptstadt den Titel eines Hypathus (Ipato), um dann nach Venedig zurückzukehren. Am Ende wurde Obelierius, der einem Friedensschluss im Weg stand, an Byzanz ausgeliefert, sein Bruder Beatus starb 811. Obelierius versuchte um 829 die Herrschaft zurückzugewinnen, doch wurde er dabei getötet.
Was aus „Carola“ wurde, ist nicht überliefert, wenn auch gelegentlich behauptet wurde, sie sei beim endgültigen Sturz ihres Mannes gelyncht worden. Ihren Tod nennt bereits Pietro Marcello im Jahr 1558. Ihm folgt hierin Heinrich Kellner, der die venezianische Geschichte im deutschen Sprachraum bekannt machte, in seiner Chronica das ist Warhaffte eigentliche vnd kurtze Beschreibung, aller Hertzogen zu Venedig Leben, der, nachdem er den Tod des Dogen geschildert hat, meint: „und sagt man darzu / daß sein Weib / welche auß Franckreich bürtig gewesen / mit im ummbracht worden sey“.

## Rezeption
Andrea Dandolo, Verfasser der für die spätere Geschichtsschreibung einflussreichsten Chroniken, schreibt in seiner Chronica per extensum descripta, nachdem Obelierius und Beatus abgesetzt und deren gemeinsamer Bruder Valentinus im Amt verblieben sei: „De Obelierio itaque duce alii scripserunt, quod dum galicam quendam nobilem haberet uxorem, promissionibus allectus, ad regem perexit, offerens venetum dominium sibi contradere, nec perfecit ut premissum est; iudicatusque indignus ducatu et patria a Venetis exulatus permanist.“ Einige, so Dandolo, schreiben also, Obelierius habe vergebens versucht, seine ‚gallische, edle Frau‘ beim König als Hebel zu nutzen, um doch noch seine Herrschaft zu retten. Von ihrem Tod ist bei Dandolo keine Rede.
In der Historiographie wurde die namenlose Fränkin gelegentlich als Tochter Karls des Großen bezeichnet. Die Cronica di Venexia detta di Enrico Dandolo. Origini – 1362 behauptet im 14. Jahrhundert aber auch, am Ende habe Kaiser Karl persönlich den Lido besucht und sich dafür entschuldigt, dass er den Intrigen des Obelerius zum Opfer gefallen sei. Alles was geschehen sei, solle vergessen sein, als wäre es nie geschehen. Auch habe Karl die schon seit dem Langobardenkönig „Lioprando“ und dem ‚ersten Dogen Paulutio‘ bestätigten Grenzen Venedigs anerkannt. Zudem heiratete Obelerius in Aachen eine Fränkin, die in der Chronik eine Tochter Karls war, deren Name jedoch nicht genannt wird. Karl habe gewusst, dass der Doge einer edlen Sippe entstammte, und so habe er ihm eine seiner Töchter zur legitimen Ehefrau gegeben, die er mit überaus umfangreichem Gut ausgestattet habe: „sapiendo miser Hobeliero homo nobelisimo et de stirpe regal usido, sì lli concesse una sua fiola per sua legiptima moier, honorando et donando de grandissimo aver.“ Die Idee, die Fränkin sei eine Tochter Karls gewesen, hielt sich bis weit ins 20. Jahrhundert. Dieser Auffassung widersprach noch 1914 Jerusha D. Richardson, die meinte, es gebe „no proof, that she was one of the great Charles's many daughters“, es gebe ‚keinen Beleg dafür, dass sie eine der zahlreichen Töchter des großen Karl‘ gewesen sei.
Über diese unruhige und extrem quellenarme Zeit wurden zahlreiche spekulative Annahmen verbreitet. Schon Marco Antonio Sabellico († 1506) versuchte in seinem Werk Dell'historia venitiana die wuchernde Überlieferung zu bändigen. So führt er die verschiedenen Meinungen bezüglich der Frage auf, ob Karl oder sein Sohn die Flotte gegen Venedig geführt hätte, oder wie der Doge ermordet worden sei, um diese Auffassungen einander gegenüber zu stellen. So würden auch einige behaupten, die „moglie Francese“ – gemeint ist „Carola“ – sei zusammen mit Obelerio getötet worden. Dies schien solange stimmig, wie man der Annahme war, der Doge sei bereits 810 ermordet worden. Die Behauptung, Obelerio sei bereits unmittelbar nach dem Abzug der Franken von den Venezianern getötet worden, war zu Sabellicos Zeiten gängig, während heute angenommen wird, er sei erst zwischen 829 und 831 ums Leben gebracht worden, als er durch einen Aufstand Metamaucums versuchte, wieder an die Macht zu gelangen. Demzufolge war es im 16. Jahrhundert opinio communis, dass auch die namenlose Fränkin nach Karls oder Pippins Abzug – hierin blieb man sich lange uneinig – umgebracht worden war. Diese Annahme wurde so selbstverständlich, dass sie etwa bei Lucretia Marinella (1571–1653) in ihrem 1635 bei Gherardo Imberti in Venedig erschienenen, dem Dogen Francesco Erizzo und der Republik Venedig gewidmeten und 1844 erneut aufgelegten L’Enrico ovvero Bisanzio acquistato auftaucht. Zum zurückgekehrten Obelerio heißt es dort, Venedig habe für ihn einen grausamen Tod vorgesehen, genauso wie für seine Frau: „Ma Venezia l’abborre, a cruda morte / Lo’infelice destina, e la Consorte.“.
Samuele Romanin kannte die Handschriften der Biblioteca Marciana bestens, und, wie so oft, fand er auch zum Motiv des Obelerius, den Franken Venedig zu überlassen, einen Hinweis, diesmal im „Codex DLI della Marc.“, wie er knapp angibt (Bd. 1, S. 140, Venedig 1853, Anm. 1). Darin heißt es über den Dogen Obelerius: „alii scripserunt quo tum gallicam quidem nobilem haberet uxorem, promissionibus allectus ad regem perexit offerens dominium sibi contradere“ (S. 140). Diese Vorstellung, die fränkische Ehefrau des Dogen habe ihn zum Verrat veranlasst, wurde später immer wieder aufgegriffen.

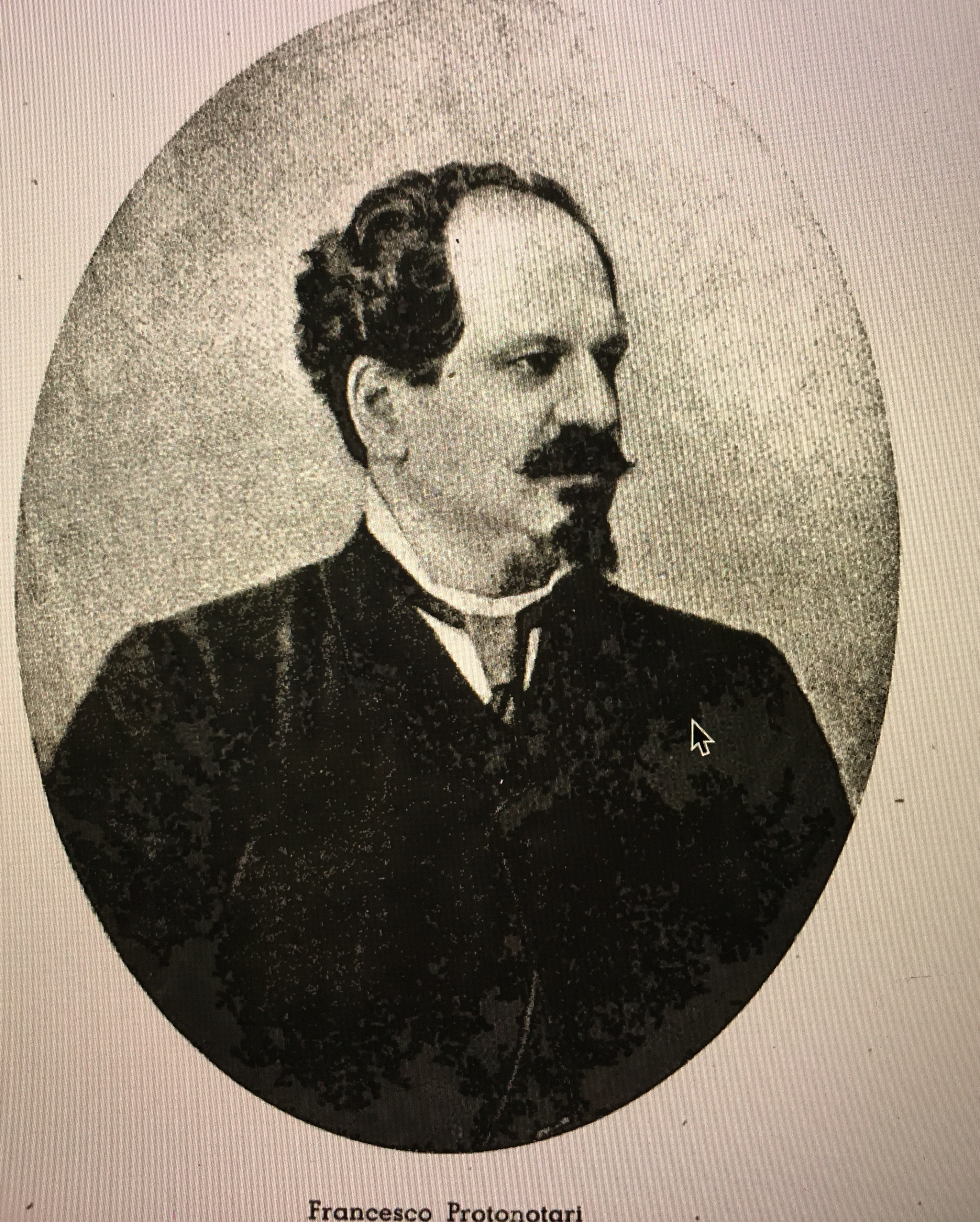
Für Francesco Protonotari (1836–1888), den Gründer und Herausgeber der Nuova Antologia, war „Carola“ eine bloße ‚Verräterin der ehrenvollen und herzlichen venezianischen Gastfreundschaft‘

Warum Obelierius die Fronten mehrfach wechselte, ist unklar. Dennoch soll „Carola“, wie auch Pompeo Molmenti die fränkische Ehefrau des Dogen 1884 nennt, ihren Ehemann zum Verrat verführt haben. Dies führt Molmenti nun aber auf Andrea Dandolos Chronik aus dem 14. Jahrhundert zurück. Die Hofdame soll nach Molmenti den Dogen Obelerius am Hof Karls des Großen 805 in Aachen kennengelernt haben. In Francesco Protonotaris Nuova antologia von 1884 war sie gar „donna di nazione franca e traditrice della onesta e cordiale ospitalità veneziana“ (695), ‚Frau fränkischer Herkunft und Verräterin der ehrenvollen und herzlichen venezianischen Gastfreundschaft‘.
Als völlig unkritisch gegenüber der widersprüchlichen „venezianischen Tradition“, wie die staatlich kontrollierte Überlieferung der Geschichte einschließlich der wuchernden Ergänzungen oftmals bezeichnet wird, erweist sich das Werk von Edgcumbe Staley The Dogaressas of Venice (The Wives of the Doges), das 1910 posthum in London erschien. Darin wird einfach alles aufgeführt, was in irgendeiner Quelle erscheint, manches wird ausgeschmückt. So heißt es explizit: „The first actual Dogaressa – not merely the wife of the Doge, but the First Lady in Venice and his official consort, was a Frenchwoman – the countess Carola,–a lady of honour at Aix-la-Chapelle“. Sie wurde also kurzerhand zur ersten tatsächlichen Dogaressa, die Gräfin Carola, Hofdame in Aachen. Sie war, folgt man dem zweifelhaften Werk, von energischem Charakter, eine Frau, die zugleich Gehorsam und Respekt bewirkte. Doch Staley geht noch weiter, indem er die Behauptung aufstellt, Beato habe gegen seinen Bruder intrigiert und beim byzantinischen Kaiser versucht, die Ehe mit einer Prinzessin namens Cassandra zu erwirken, um Obelerio und Carola zu verdrängen. Carola habe nun ihrerseits den attraktiven Valentino, den jüngsten der drei Dogenbrüder, mit der Prinzessin zusammengebracht. Doch habe sie sich nun selbst gleichfalls in den jüngsten der drei Bruder verliebt. Als nun eine byzantinische Flotte vor Venedig aufgetaucht sei, habe Obelerio darin eine Stütze seines Bruders Beato gesehen, so dass er um Hilfe bei den Franken ersuchte. Dies hätten die Byzantiner wiederum als feindlichen Akt angesehen, so dass sie Heracleia, Jesolo, Fossone, Chioggia und andere Häfen zerstört haben sollen. Die beiden Brüder mit ihren Frauen Carola und Cassandra seien daraufhin gefangen genommen und nach Konstantinopel verbracht worden, wo alle vier gestorben seien.
Wie bei Staley bestand bis weit in das 20. Jahrhundert hinein keinerlei Sinn dafür, dass es einen Unterschied zwischen einer Ehefrau eines Dogen und einer Dogaressa gab. Andrea Da Mosto führt die Dogengattin des frühen 9. Jahrhunderts im Jahr 1939 ebenso als „dogaressa“ auf, wie 1986 Umberto Franzoi, der die Hofdame unter dem Namen „Carola“ explizit als „dogaressa“ nennt. Den Namen „Carola“ behauptet etwa 2006 Marcello Brusegan in seinem Werk I personaggi che hanno fatto grande Venezia, Newton Compton, 2006, S. 457. In seiner Liste ist sie weiterhin die erste Dogaressa, ebenso wie noch im Jahr 2025 auf der Website der venezianischen Museen. Dort erscheint sie als „Carola“ und als Dogaressa Nummer „I“.
Nach John Julius Norwich hatte weder Obelerius noch sein Bruder Beatus Sympathien für die Franken, dennoch leisteten sie zu Weihnachten 805 dem Kaiser in Aachen angeblich das Homagium. Obelerius ging sogar so weit, aus den Frauen des Hofes für sich eine Ehefrau zu suchen, die für Norwich gleichfalls die „first Dogaressa known to history“ war. Nantas Salvalaggio glaubte 1997 gar, Obelerio habe ‚seine Unterwürfigkeit so weit getrieben, dass er eine Hofdame heiratete‘, die erste dogaressa Venedigs.
Bei Staley findet sich eine Frau, die sogar noch vor „Carola“ Dogaressa gewesen sein soll. Gino Benzoni nennt die Überlieferung immerhin unsicher („tradizione incerta“), die eine „Marzia di Enrico, principe d'Este“ und eine „Carola francese“ nennt. „Martia d'Este“, wie sie Staley auflistet, erscheint wiederum bereits 1570 in der Discendenza de Principi di Este, also in der Abstammung der Fürsten von Este.

## Belege
1. ↑  Holly S. Hurlburt: The Dogaressa of Venice, 1200-1500, Springer, 2006, S. 206, Anm. 13.
2. ↑  Annales regni Francorum, hgg. v. Friedrich Kurze, Monumenta Germaniae Historica, Scriptores rerum Germanicarum ad usum scholarum, Bd. VI, Hannover 1895, S. 121 (Digitalisat).
3. ↑  Stefan Weinfurter: Karl der Große. Der heilige Barbar, Piper, 2015, S. 239.
4. ↑  Pietro Marcello: Vite de'prencipi di Vinegia in der Übersetzung von Lodovico Domenichi, Marcolini, 1558, S. 14 (Digitalisat).
5. ↑  Heinrich Kellner: Chronica das ist Warhaffte eigentliche vnd kurtze Beschreibung, aller Hertzogen zu Venedig Leben, Frankfurt 1574, S. 5v (Digitalisat, S. 5v).
6. ↑  Roberto Pesce (Hrsg.): Cronica di Venexia detta di Enrico Dandolo. Origini - 1362, Centro di Studi Medievali e Rinascimentali «Emmanuele Antonio Cicogna», Venedig 2010, S. 21. Eine andere Hand ergänzt „honorando et donando a luy de grandissimo aver“, demnach hätte nicht die angebliche Tochter, sondern der Schwiegersohn die Güter erhalten.
7. ↑  Jerusha D. Richardson: The Doges of Venice, Methuen & Company, 1914, S. 8.
8. ↑  Marcus Antonius Sabellicus: Le historie Vinitiane di Marco Antonio Sabellico divise in tre Deche con tre Libri della quarta deca. Novamente ricorrette et in diverse parti aceresciute di molte cose che nell'esemplare Latino mancauano, Comin da Trino, Venedig 1554, S. 11v.
9. ↑  Lucrezia Marinella: L’Enrico ovvero Bisanzio acquistato, Venedig 1635, S. 150 (Google Books).
10. ↑  Samuele Romanin: Storia documentata di Venezia, 10 Bde., Pietro Naratovich, Venedig 1853–1861, 2. Auflage 1912–1921, Nachdruck Venedig 1972 (Digitalisat, Bd. 1, S. 140).
11. ↑  Pompeo Gherardo Molmenti: La dogaressa di Venezia, Turin 1884, S. 18.
12. ↑  Edgcumbe Staley: The Dogaressas of Venice (The Wives of the Doges), T. Werner Laurie, London 1910, S. 315–317 (Digitalisat).
13. ↑  Andrea Da Mosto: I dogi di Venezia nella vita pubblica e privata, zuletzt 1983 aufgelegt, S. 9.
14. ↑  Umberto Franzoi: Il Serenissimo doge, Canova, 1986, S. 254.
15. ↑  La successione cronologica delle dogaresse.
16. ↑  John Julius Norwich: A History of Venice, Penguin, London u. a. 2012, S. 20.
17. ↑  „… e spinge il suo servilismo al punto da sposare una dama di corte“ (Nantas Salvalaggio: Signora dell'acqua. Splendori e infamie della Repubblica di Venezia, Piemme, 1997, S. 21).
18. ↑  Gino Benzoni: I Dogi, Electa, 1982, S. 163.
19. ↑  Giovanni Battista Pigna: Historia de Principi di Este, Francesco Rossi, Ferrara 1570, o. S. (Digitalisat).

| Personendaten    | Personendaten                                                   |
| ---------------- | --------------------------------------------------------------- |
| NAME             | Carola                                                          |
| KURZBESCHREIBUNG | fränkische Hofdame, Ehefrau des venezianischen Dogen Obelierius |
| GEBURTSDATUM     | 8. Jahrhundert                                                  |
| STERBEDATUM      | 9. Jahrhundert                                                  |